# Jerzy Przybylski (burmistrz)
Jerzy Przybylski (ur. 27 listopada 1941 w Kole, zm. 8 listopada 2020 tamże) – polski działacz społeczny i samorządowy, burmistrz Koła w latach 1998–2002.

## Życiorys
Urodził się 27 listopada 1941 roku w Kole. Ukończył Szkołę Podstawową nr 1 i Zasadniczą Szkołę Zawodową. Po ukończeniu szkoły wyjechał do Katowic, gdzie zatrudniony został w Przedsiębiorstwie Montażu Urządzeń Górniczych, później pracował w budującym się kompleksie energetycznym Turoszów. W latach 1962–1965 odbył zasadniczą służbę wojskową w Marynarce Wojennej. W 1965 rozpoczął pracę w Fabryce Materiałów i Wyrobów Ściernych KORUND. W 1970 ukończył Technikum Mechaniczno–Elektryczne, a dwa lata później rozpoczął naukę na Akademii Górniczo-Hutniczej, studiów jednak nie ukończył.
W 1976 wybrany został przewodniczącym Rady Związków Zawodowych w Kole. Pracował w Zarządzie Wojewódzkim Towarzystwa Przyjaźni Polsko-Radzieckiej. W latach 1976–1990 był prezesem Zarządu Spółdzielni Mieszkaniowej w Kole. W latach 1984–1990 był radnym Miejskiej Rady Narodowej w Kole. W wyborach samorządowych w 1994 uzyskał mandat radnego Rady Miejskiej, w latach 1994–1995 był zastępcą burmistrza miasta. W 1995 został dyrektorem Miejskiego Zakładu Energetyki Cieplnej. W wyborach samorządowych w 1998 po raz kolejny uzyskał mandat radnego, a następnie wybrany został przez radę na burmistrza miasta. Funkcję burmistrza sprawował do 19 listopada 2002 roku, po czym przeszedł na emeryturę. 
Pracował również w OSP, gdzie pełnił funkcję wiceprezesa jednostki i członka Prezydium Zarządu Oddziału Powiatowego OSP w Kole. Działał w organizacjach społecznych i młodzieżowych, m.in. w Lidze Obrony Kraju, Towarzystwie Przyjaźni Polsko-Radzieckiej, Polskim Towarzystwie Turystyczno-Krajoznawczym, Towarzystwie Krzewienia Kultury Fizycznej i związkach zawodowych. Przez 32 lata był prezesem Ogniska Statutowego TKKF „Sokół”.
W 1998 roku zaangażował się w organizację struktur Sojuszu Lewicy Demokratycznej w Kole, do końca życia był członkiem partii oraz przewodniczącym Koła SLD nr 1 w Kole. Był pierwszym kolskim burmistrzem, który podjął temat kolskiej geotermii.
Zmarł 8 listopada 2020 roku. 13 listopada pochowany został na cmentarzu rzymskokatolickim przy ul. Poniatowskiego.

## Odznaczenia
Odznaczony został Krzyżem Kawalerskim Orderu Odrodzenia Polski, Złotym, Srebrnym i Brązowym Krzyżem Zasługi, odznaką „Za zasługi dla Województwa Konińskiego”, medalem honorowym im. Bolesława Chomicza i Złotym Medalem „Za Zasługi dla Pożarnictwa”.
Pośmiertnie nadano mu tytuł „Zasłużony dla Miasta Koła”.